# Jean-Baptiste-Gaspard d'Ansse de Villoison
Jean-Baptiste-Gaspard d'Ansse de Villoison, född den 5 mars 1750 i Corbeil-sur-Seine, död den 28 april 1805 i Paris, var en fransk klassisk filolog.
Villoison, som var professor i grekiska vid Collège de France, utmärkte sig för djupa insikter och kritiskt skarpsinne. Han utgav bland annat Apollonios lexikon till Homeros (1773), Longos herderoman (1778), nyfunna Anecdota græca (2 band, 1781) och, efter ett av honom upptäckt manuskript i Venedig, som blev utgångspunkten för den kritik, som velat förneka skalden Homeros enhet och autenticitet, Homeros Iliad (1788), med högst värdefulla scholier från antiken.